# Варвара Радосавлевич
Варвара Радосавлевич (на сръбски: Варвара Радосављевић) е игуменка на Манастир Беочин от 2019 до 2024.г. 

## Биография
Игумения Варвара Радосавлевич е родена на 21 ноември 1939 година в Причевич край Валево от благочестиви и благочестиви родители. Основното си образование получава в родния си град. Нейните биологични сестри монахини са майка Марина и Екатерина.
Монашеският път започва заедно със сестра му Екатерина през 1950 г., когато идват в манастира Челие край Валево, като послушник при игуменката Сара Джукетич. Приема монашество през 1965 г. в Манастир Беочин на Фрушка гора, като получава име Варвара.
Заварват запустение, няма прозорци, няма врати, няма дори път в манастира. Днес, благодарение на усилията на игуменките Екатерина и Варвара, Беочинският манастир изглежда като райска градина, където цари тишина и мир и където живее сестринство от 20 монахини.
С решение на епископа на Срем Василий, след смъртта на главата на манастира игумения Екатерина Радосавлевич, на 20 ноември 2019 година,  е назначена за игуменка на Манастир Беочин.